# Викар (Алмерија)
Викар (Алмерија) (шп. Vícar) град је у Шпанији у аутономној заједници Андалузија у покрајини Алмерија. Према процени из 2017. у граду је живело 24 957 становника.

## Становништво
Према процени, у граду је 2017. живело 24 957 становника.
| 1970. | 1981. | 1991.  | 2001.  | 2006.  | 2017.  |
| ----- | ----- | ------ | ------ | ------ | ------ |
| 4.022 | 7.584 | 11.976 | 16.523 | 20.220 | 24.957 |